# Sonderdezernat K1/Episodenliste
Diese Episodenliste enthält alle Episoden der deutschen Kriminalserie Sonderdezernat K1, sortiert nach der offiziellen Folgennummerierung der ARD. Die Fernsehserie umfasst 4 Staffeln mit 23 Episoden.

## Übersicht
| Staffel | Episodenanzahl | Erstausstrahlung | Erstausstrahlung |
| Staffel | Episodenanzahl | Staffelpremiere  | Staffelfinale    |
| ------- | -------------- | ---------------- | ---------------- |
| 1       | 6              | 25. Oktober 1972 | 14. März 1973    |
| 2       | 6              | 10. Oktober 1974 | 5. März 1975     |
| 3       | 6              | 27. Januar 1977  | 16. Juni 1977    |
| 4       | 5              | 5. November 1981 | 10. März 1982    |

## Staffel 1
| Nr. (ges.) | Nr. (St.) | Originaltitel               | Erstausstrahlung D | Regie             | Drehbuch                     |
| ---------- | --------- | --------------------------- | ------------------ | ----------------- | ---------------------------- |
| 1          | 1         | Vier Schüsse auf den Mörder | 25. Okt. 1972      | Alfred Weidenmann | Answald Krüger, Maria Matray |
| 2          | 2         | Vorsicht – Schutzengel!     | 29. Nov. 1972      | Helmuth Ashley    | Answald Krüger, Maria Matray |
| 3          | 3         | Mord im Dreivierteltakt     | 13. Dez. 1972      | Imo Moszkowicz    | Answald Krüger, Maria Matray |
| 4          | 4         | Ganoven-Rallye              | 10. Jan. 1973      | Eberhard Pieper   | Answald Krüger, Maria Matray |
| 5          | 5         | Kassensturz um Mitternacht  | 8. Feb. 1973       | Alfred Weidenmann | Answald Krüger, Maria Matray |
| 6          | 6         | Trip ins Jenseits           | 14. März 1973      | Hans Quest        | Answald Krüger, Maria Matray |

## Staffel 2
| Nr. (ges.) | Nr. (St.) | Originaltitel         | Erstausstrahlung D | Regie                | Drehbuch                     |
| ---------- | --------- | --------------------- | ------------------ | -------------------- | ---------------------------- |
| 7          | 1         | Hafenhyänen           | 10. Okt. 1974      | Hans-Dieter Schwarze | Answald Krüger, Maria Matray |
| 8          | 2         | Kein Feuer ohne Rauch | 14. Nov. 1974      | Peter Schulze-Rohr   | Answald Krüger, Maria Matray |
| 9          | 3         | Friedhofsballade      | 12. Dez. 1974      | Eberhard Itzenplitz  | Answald Krüger, Maria Matray |
| 10         | 4         | Flucht                | 15. Jan. 1975      | Alfred Weidenmann    | Answald Krüger, Maria Matray |
| 11         | 5         | Doppelspiel           | 12. Feb. 1975      | Hans Quest           | Answald Krüger, Maria Matray |
| 12         | 6         | Sackgasse             | 5. März 1975       | Oswald Döpke         | Answald Krüger, Maria Matray |

## Staffel 3
| Nr. (ges.) | Nr. (St.) | Originaltitel                  | Erstausstrahlung D | Regie              | Drehbuch    |
| ---------- | --------- | ------------------------------ | ------------------ | ------------------ | ----------- |
| 13         | 1         | Der Stumme                     | 27. Jan. 1977      | Peter Schulze-Rohr | Harald Vock |
| 14         | 2         | MP-9mm frei Haus               | 24. Feb. 1977      | Alfred Weidenmann  | Harald Vock |
| 15         | 3         | Tod eines Schrankenwärters     | 24. März 1977      | Peter Schulze-Rohr | Harald Vock |
| 16         | 4         | Der Regen bringt es an den Tag | 21. Apr. 1977      | Alfred Weidenmann  | Harald Vock |
| 17         | 5         | Der Blumenmörder               | 26. Mai 1977       | Michael Braun      | Harald Vock |
| 18         | 6         | Zwei zu eins fürs SK1          | 16. Juni 1977      | Helmuth Ashley     | Harald Vock |

## Staffel 4
| Nr. (ges.) | Nr. (St.) | Originaltitel            | Erstausstrahlung D | Regie             | Drehbuch    |
| ---------- | --------- | ------------------------ | ------------------ | ----------------- | ----------- |
| 19         | 1         | Die Rache eines V-Mannes | 5. Nov. 1981       | Alfred Weidenmann | Harald Vock |
| 20         | 2         | Die Spur am Fluß         | 3. Dez. 1981       | Alfred Weidenmann | Harald Vock |
| 21         | 3         | Das masurische Handtuch  | 7. Jan. 1982       | Lutz Büscher      | Harald Vock |
| 22         | 4         | Tödlicher Ladenschluss   | 4. Feb. 1982       | Dietrich Haugk    | Harald Vock |
| 23         | 5         | Mord um zwei Ecken       | 10. März 1982      | Dietrich Haugk    | Harald Vock |